# Gagret
Gagret è una suddivisione dell'India, classificata come nagar panchayat, di 3.180 abitanti, situata nel distretto di Una, nello stato federato dell'Himachal Pradesh. In base al numero di abitanti la città rientra nella classe VI (meno di 5.000 persone).

## Geografia fisica
La città è situata a 31° 40' 0 N e 76° 4' 0 E e ha un'altitudine di 438 m s.l.m..

## Società

### Evoluzione demografica
Al censimento del 2001 la popolazione di Gagret assommava a 3.180 persone, delle quali 1.685 maschi e 1.495 femmine. I bambini di età inferiore o uguale ai sei anni assommavano a 352, dei quali 196 maschi e 156 femmine. Infine, coloro che erano in grado di saper almeno leggere e scrivere erano 2.565, dei quali 1.402 maschi e 1.163 femmine.